# James David Forbes
Pour les articles homonymes, voir Forbes (homonymie).
James David Forbes (20 avril 1809-31 décembre 1868) est un physicien, glaciologue et alpiniste écossais principalement connu de nos jours pour ses travaux sur la conduction de la chaleur et l'écoulement des glaciers. Il est le père du scientifique George Forbes.

## Biographie
Forbes naît à Édimbourg. Son enfance est marquée par la mort de sa mère alors qu'il a deux ans et par la vie retirée de son père avec ses enfants qui s'ensuit. Son éducation est principalement constituée de leçons privées données par la gouvernante de ses sœurs auxquelles s'ajoutent quelques cours donnés par le maître d'école du village voisin. Cette éducation disparate, voire décousue, ne l'empêche pas de lire en secret tout livre scientifique lui tombant sous la main, bien que son père, craignant pour sa santé, ne veuille pas le voir se surcharger de travail,. Son père veut qu'il étudie pour entrer au barreau d'Écosse tandis que lui-même préfèrerait prendre les ordres dans l'Église anglicane.
Il entre à l'université d'Édimbourg en 1825. Vers la fin de sa première année il commence une correspondance anonyme avec David Brewster, il signe tous ses articles « Δ ». Brewster publie plusieurs d'entre eux dans le Edinburgh Philosophical Journal de la Wernerian Society. L'identité de Forbes est révélée fin 1828, date à laquelle il est élu membre de la Royal Society of Edinburgh. Il se tourne définitivement vers la science en 1830, un an après la mort de son père et après avoir fini ses études de droit. En 1831 la Royal Society l'accepte elle aussi parmi ses membres. Il voyage pendant deux ans sur le continent et revient en Écosse à la mort de John Leslie dont il avait suivi les cours à l'université d'Édimbourg. Il se retrouve en compétition avec Brewster pour le poste de professeur libéré par ce décès. Le poste lui est accordé à une large majorité en 1833. Il l'occupe jusqu'en 1859 quand il devient principal de l'United College de l'université de St Andrews.

## Travaux

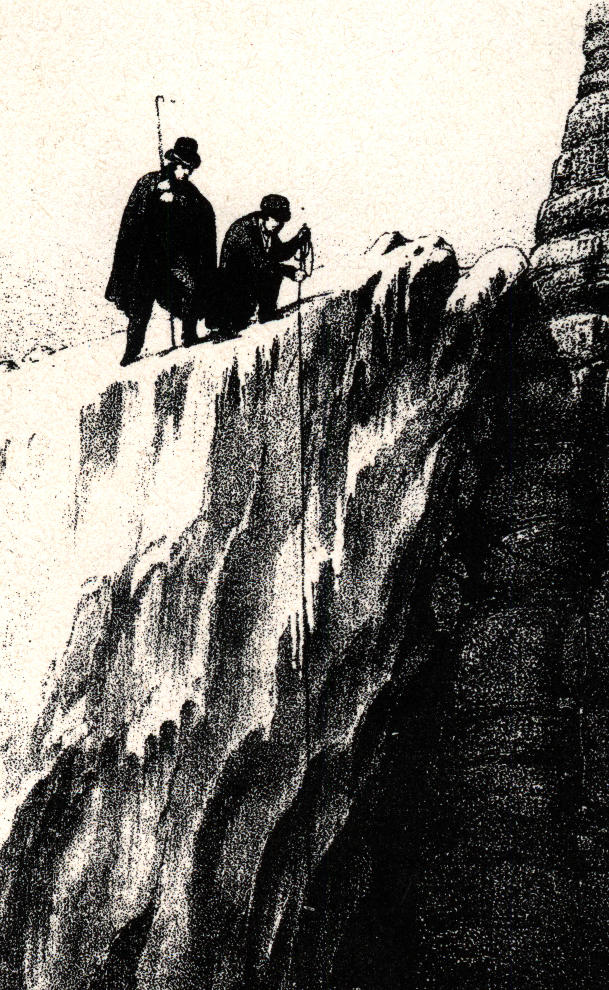
James David Forbes effectuant des mesures sur un glacier (extrait de Travels through the Alps of Savoy)

À partir de 1836 il publie quatre séries d'articles sur la chaleur dans les Transactions of the Royal Society of Edinburgh. Il démontre la polarisation de la chaleur par la tourmaline, par transmission à travers une pile de plaques de mica, et la possibilité de sa double polarisation. Ces travaux lui valent la médaille Rumford en 1838. En 1843 sa publication On the Transparency of the Atmosphere and the Laws of Extinction of the Sun's Rays passing through it. lui vaut la médaille royale.
En 1840 Forbes rencontre Louis Agassiz à Glasgow durant une conférence de la British Association. Cette rencontre le pousse à étudier le problème du mouvement des glaciers. Il voyage plusieurs fois en Suisse et en Savoie où il étudie les glaciers alpins. En 1843 il publie Travels in Alps. De 1842 à 1851 il publie une série de seize Letters on Glaciers dans l'Edinburgh New Philosophical Journal. Son point de vue sur l'écoulement visqueux des glaciers est résumé dans Illustrations of the Viscous Theory of Glaciers. L'idée d'un écoulement semi-fluide des glaciers est d'abord émise par Louis Rendu, puis étudiée plus en détail par Louis Agassiz, John Tyndall et Forbes. Forbes, avec Agassiz, est principalement crédité de l'étude de la différence de vitesse d'écoulement des glaciers au centre par rapport aux bords.
Forbes s'intéresse aussi à la géologie, il publie des mémoires sur les sources thermales des Pyrénées, sur les volcans éteints du Vivarais et sur la géologie des Cuchullin et des collines d'Eildon. À côté de près de 150 articles scientifiques, il publie Travels through the Alps of Savoy and Other Parts of the Pennine Chain, with Observations on the Phenomena of Glaciers (1843); Norway and its Glaciers (1853); Occasional Papers on the Theory of Glaciers (1859); A Tour of Mont Blanc and Monte Rosa (1855) ainsi qu'un article Dissertation on the Progress of Mathematical and Physical Science dans la 8e édition de l''Encyclopædia Britannica.
En 1846 il étudie la température de la Terre à différentes profondeurs et dans différents sols près d'Édimbourg ce qui lui permet de déterminer la conductivité thermique du calcaire, du grès et du sable. À la fin de sa carrière il étudie la conductivité thermique du fer. Au début de sa carrière, il avait pointé que la conductivité thermique d'un métal est approximativement proportionnelle à sa conductivité électrique. Ses expériences sur le fer montrent de plus que la conductivité du fer diminue lorsque la température du métal augmente. Il est aussi le premier à mesurer correctement la conductivité thermique absolue d'une substance, c'est-à-dire la quantité de chaleur passant par seconde et par unité de surface à travers une plaque de fer d'une épaisseur donnée et dont les faces sont maintenues à température constante.

## Honneurs
- médaille Rumford de la Royal Society, 1838
- Médaille royale, 1843
- Bakerian Lecture 1842 On the Transparency of the Atmosphere and the Law of Extinction of the Solar Rays in passing through it.
- Bakerian Lecture, 1846, Illustrations of the Viscous Theory of Glacier Motion.